# Malfabrot
Malfa-Kraftma-Brot oder kurz Malfabrot ist eine deutsche Brotspezialität.

## Eigenschaften
Dieses Malzbrot enthält in der Mehlmenge 10 % Gerstenmalzmehl, 75 % Roggenmehl Type 1150 und 15 % Weizenmehl Type 812. Die Hälfte des Roggenmehls wird erst zu Sauerteig angesetzt und dann mit Wasser und Hefe zugegeben. Das zum Backen des Brots verwendete Gerstenmalzmehl wird durch ein spezielles Verfahren (kontrolliertes Erhitzen, Trocknen und Vermahlen von gekeimten Gerstenkörnern) hergestellt. Malfabrot hat eine charakteristische dunkelbraune Farbe.

## Geschichte
Der Name ist aus den Kurzwörtern Malfa für Malzfabrik und Kraftma für Kraftmalz zusammengesetzt. Malfa-Kraftma-Brot war ein Produkt aus der DDR, das u. a. im VEB Bako (Backwarenkombinat) Berlin hergestellt wurde  und in der Werbung mit „Das Malfa Kraftma Brot“ angepriesen wurde.

## Gegenwart
Die Marke Malfa-Kraftma gehört heute der Vogtlandmühlen GmbH Straßberg Plauen. Das Mehl wird von verschiedenen Herstellern unter Lizenz hergestellt.